# Катеринчук Іван Петрович
Іва́н Петро́вич Катеринчу́к (4 травня 1961, Івано-Франківська область) — український правоохоронець та науковець, генерал поліції 3-го рангу, доктор юридичних наук, доцент.

## Біографія
Народився у 1961 році в селі Старі Кути Косівського району Івано-Франківської області. Трудову діяльність розпочав у 1976 році робітником Кутського лісокомбінату з одночасним навчанням в середній вечірній школі, яку закінчив у 1979 році.
Після демобілізації зі Збройних Сил вступив на службу до правоохоронних органів, пройшовши шлях від сержанта до генерала поліції третього рангу.
Закінчивши з відзнакою Кишинівську ССШМ МВС СРСР, під час служби заочно навчався в Національній академії внутрішніх справ України, де і отримав вищу юридичну освіту. В 1996 році з відзнакою закінчив Європейську академію ФБР США в м. Будапешті Угорської Республіки. З часом захистив кандидатську (2010) та докторську (2016) дисертації, має вчене звання доцента (2013).
Очолював підрозділи внутрішніх справ в містах Алупці та Євпаторії (АР Крим), містах Нікополі та Дніпродзержинську (Дніпропетровська область), обіймав керівні посади в УМВС України в Івано-Франківській та Полтавській областях. Очолював УМВС України в Чернігівській області, ГУМВС України в Одеській області та Головне управління МВС України в Автономній Республіці Крим та м. Севастополі.
З лютого 2016 року по 13 вересня 2019 року обіймав посаду ректора Одеського державного університету внутрішніх справ.
Катеринчук І. П. відзначений відомчими нагородами: «Закон і Честь», «Почесний знак МВС України», «За безпеку народу», «За сумлінну службу», «Хрест Слави», «Вогнепальна Зброя», «За доблесть і відвагу в службі карного розшуку» та інші. Був занесений на Дошку пошани МВС України. За звільнення заручників та затримання озброєного злочинця був нагороджений відомчою відзнакою Служби безпеки України.

## Наукова діяльність
Автор 45-ти наукових публікацій, у тому числі трьох монографій та трьох посібників. Зокрема:
- Співробітництво України та Європейського Союзу в правоохоронній сфері: монографія / І. П. Катеринчук, Д. Г. Мулявка — Чернігів: Чернігівський інститут ім. Героїв Крут Міжрегіональної Академії управління персоналом, 2010. — 228 с.;
- Інформаційне забезпечення діяльності правоохоронних органів України: проблеми теорії і практики: монографія / І. П. Катеринчук. — Одеса: ОДУВС, 2015. –392 с.;
- Адміністративно-правове забезпечення діяльності органів публічної адміністрації щодо попередження насильства в сім'ї відносно дітей: монографія / І. П. Катеринчук, X.П. Ярмакі, М. М. Заїка, О. М. Ткаленко. — Одеса: ОДУВС, 2016. — 178 с.;
- Інтелектуальна власність: правове забезпечення в Україні: навчально-довідниковий посібник / упоряд. М. Г. Вербенський, Т. О. Проценко, І. П. Катеринчук та ін. –2-ге вид. стер. — К.: ДНДІ МВС України, Х.: Мачулін, 2014. — 468 с.;
- Технічний захист інформації: стільниковий зв'язок: посібник / упоряд. М. Г. Вербенський, Т. О. Проценко, І. П. Катеринчук та ін. — К.: ДНДІ МВС України, Х.: Мачулін, 2015. — 268 с.;
- Сертифікація апаратури суходільної рухомої служби щодо стійкості до дії зовнішніх чинників: посібник / упоряд. М. Г. Вербенський, Т. О. Проценко, І. П. Катеринчук та ін. — К.: ДНДІ МВС України, Х.: Мачулін, 2015. — 238 с.

## Нагороди, відзнаки та звання
- Генерал-майор міліції (2008)
- Генерал поліції третього рангу (2015)
- Доктор юридичних наук (2016), доцент (2013), професор (2020)
- Відзнаки МВС України «Хрест Слави», «Закон і Честь», «Почесний знак МВС України», «За безпеку народу», «За сумлінну службу», «Вогнепальна Зброя», «За доблесть і відвагу в службі карного розшуку».